# Krulaardster
De krulaardster (Geastrum pseudolimbatum) is een schimmel die behoort tot de familie Geastraceae. Hij saprotroof op matig humusrijk, kalkrijk duinzand, in open duinen op plaats waar voorheen naaldbos stond.

## Kenmerken
De krulaardster is een kleine aardster die sterk doet denken aan de forse aardster (G. coronatum), maar zich daarvan onderscheidt door de subhygroscopische slippen en het in jonge toestand licht ruwe bolletje. Het bolletje is gesteeld, (aanvankelijk) fijn ruw, later bijna glad, licht tot donker van kleur en heeft soms een apophyse (uitzakking aan de onderzijde van het bolletje). De steel is lichtgekleurd (meestal donker bij de Forse aardster). De krulaardster heeft een meestal scherp begrensde, gewimperde mondzone met hof. De 7 tot 13 slippen zijn subhygroscopisch, rollen vaak wat onregelmatig in maar bedekken in droge toestand het bolletje niet. De vastgegroeide aarde aan de onderzijde van de slippen pelt spoedig af. Ongeopende vruchtlichamen groeien ondergronds en zijn bolvormig tot afgeplat bolvormig, 10-30 mm breed, met vastgegroeide aarde.
De krulaardster is in het verleden wel opgevat als vorm de forse aardster, maar is blijkens moleculair onderzoek een goede soort. De soort kan behalve met de forse aardster ook verward worden met de eveneens subhygroscopische ruwe aardster (G. campestre). De ruwe aardster heeft echter een duidelijk geplooide mondzone en een blijvend wrattig ruw bolletje.

## Verspreiding
De ecologie van de uiterst zeldzame en moeilijk herkenbare krulaardster is nog onvoldoende bekend. De Nederlandse vondsten komen alle drie van droge plekken in kalkarm (of sterk ontkalkt) open duin. In het buitenland wordt de soort steeds aangetroffen op plaatsen met een zeer warm microklimaat ('gloeiend zand') in open duinen, in weiden of aan bosranden, vaak op plaatsen met zandige, weinig begroeide bodem.
De krulaardster is niet bekend uit België en in heel Europa zeldzaam. De soort komt voor van de Middellandse Zee (Spanje, Italië) noordwaarts tot Zuid-Zweden, Litouwen en Europees Rusland.